# Edward R. Stettinius, Jr
Edward Reilly Stettinius, Jr., né le 22 octobre 1900 à Chicago (Illinois) et mort le 31 octobre 1949 à Greenwich (Connecticut), est un homme d'affaires, homme politique et diplomate américain. Membre du Parti démocrate, il est secrétaire d'État des États-Unis entre 1944 et 1945 dans l'administration du président Franklin Delano Roosevelt et brièvement dans celle de son successeur Harry S. Truman puis ambassadeur des États-Unis aux Nations unies en 1946.

## Biographie
Edward Stettinius est né à Chicago et étudie à la Pomfret School jusqu'en 1920, puis à l'université de Virginie jusqu'en 1924. Il entre dans l'entreprise automobile General Motors comme simple ouvrier. En 1926, il devient assistant de John Lee Pratt, le vice-président de General Motors, et en 1931 il lui succède à ce poste. En 1934, il rejoint U.S. Steel pour en devenir plus tard le président du conseil, mais après l'élection de Franklin Delano Roosevelt à la présidence des États-Unis, il est nommé directeur de l'Office of Production Management. Deux ans plus tard, il est à la direction du programme Lend-Lease d'aide aux Alliés, jusqu'à ce qu'il devienne sous-secrétaire d'État en 1943. En novembre 1944, il succède à Cordell Hull, démissionaire pour raison de santé, au poste de secrétaire d'État. Le président Roosevelt le préféra à James F. Byrnes dont la personnalité plus forte aurait été susceptible de contester sa politique extérieure.
Edward Stettinius participe à la conférence de Yalta et joue un rôle important dans la création des Nations unies, auprès desquelles il est le premier ambassadeur américain. Il démissionne de ce poste en juin 1946 après le refus de Truman de passer par l'ONU pour résoudre les tensions avec l'URSS.
La même année, il est nommé recteur de l'Université de Virginie. Il meurt d'une thrombose coronarienne le 31 octobre 1949.

## Ouvrage en français
- Le Prêt-Bail, arme de la Victoire, New-York, Éditions de la Maison française, 1944, 420 p.